# Lamprocapnos
Lamprocapnos es un género monotípico  de plantas perteneciente a la subfamilia Fumarioideae (antigua familia Fumariaceae). Su única especie: Lamprocapnos spectabilis es originaria del Este de Asia.

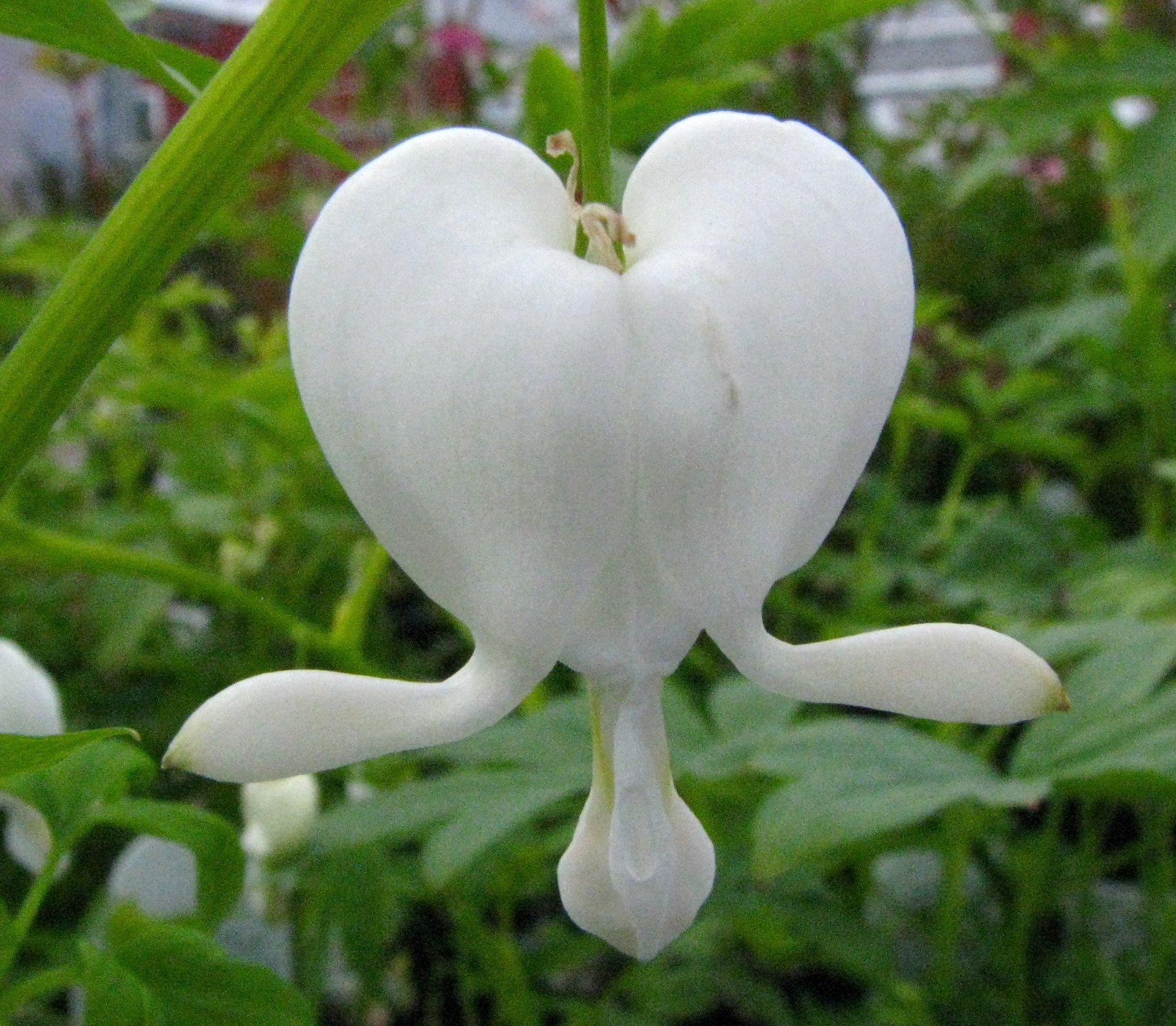
Variedad 'Alba'

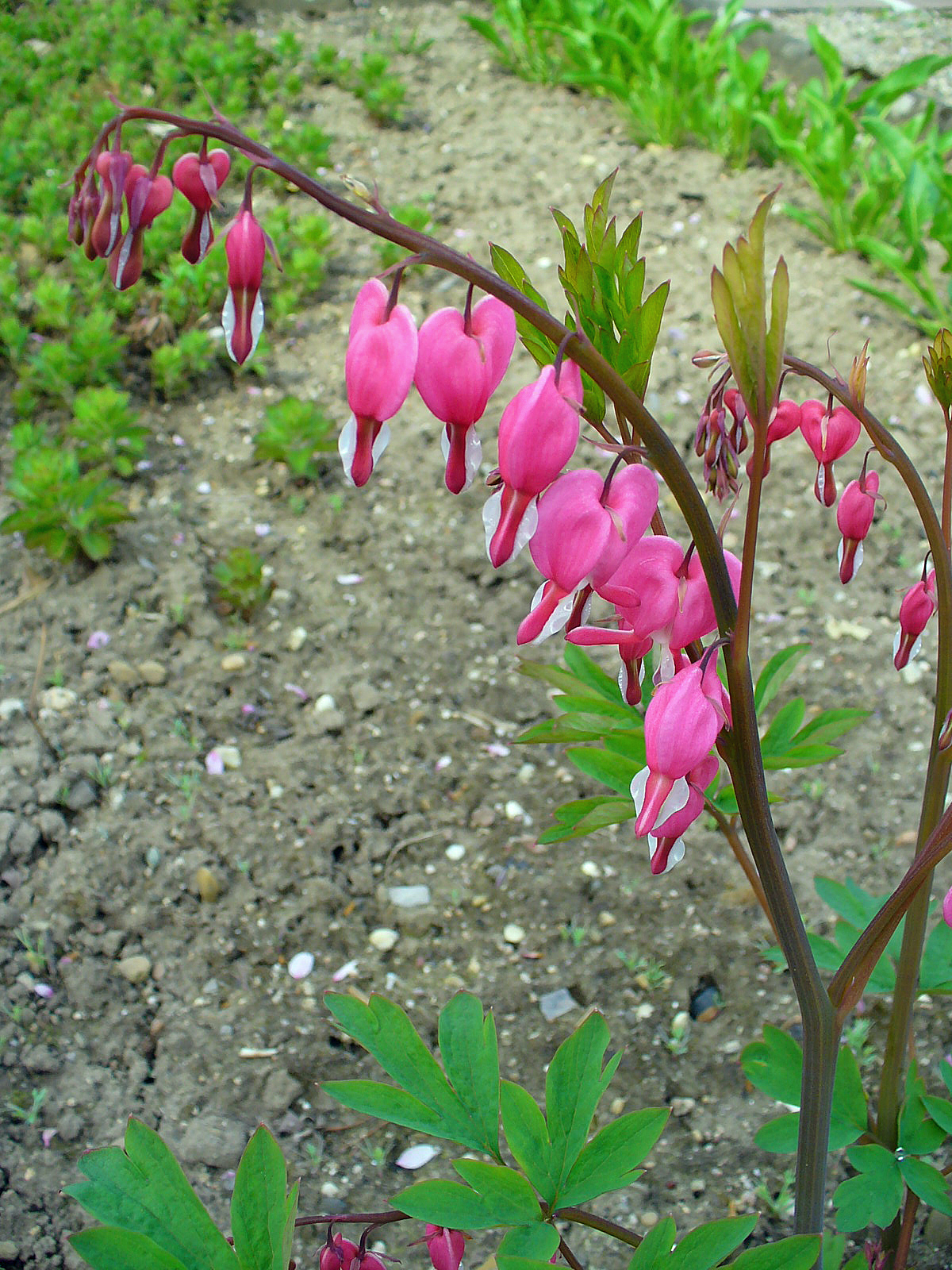
Inflorescencia

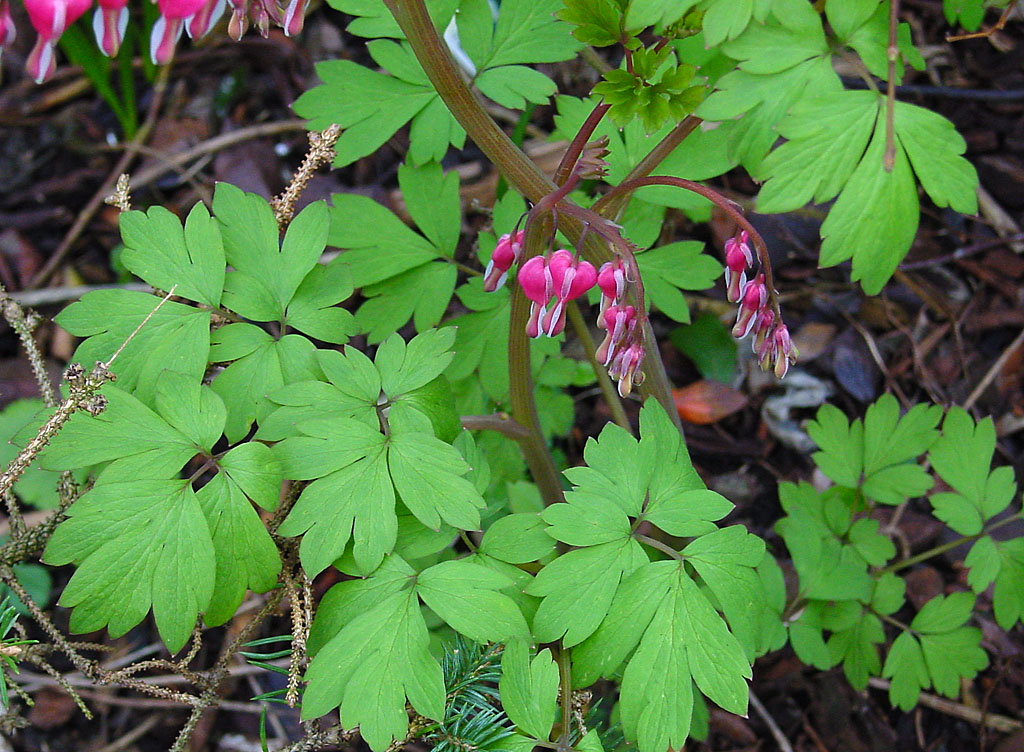
Detalle de las hojas

## Descripción
Es una planta rizomatosa perenne, nativa del este de Asia desde Siberia al sur de Japón. Es una popular planta ornamental para jardines de flores en los climas templados, y también se utiliza en la floristería como flor de corte para el Día de San Valentín. Suele tener flores con forma de corazón rojo con puntas blancas que se inclinan en tallos arqueados a finales de primavera y principios de verano. Flores de color blanco también se cultiva.
Tiene hojas compuestas con folíolos de tres en tres en tallos de hasta 0,9 m de altura.
Las flores tienen forma de corazón 3-5 cm de largo, de color rosa con pétalos exteriores e interiores blancos, colgando en un racimo horizontal. Florecen desde finales de primavera hasta principios de verano. Semillas con blanquecinas eleosomas nacen en largas vainas.

## Historia
Muestras de las primeras plantas se introdujeron en Inglaterra en la década de 1840 desde Japón por el botánico escocés y recolector de plantas Robert Fortune.

## Cultivo
En un clima húmedo y fresco, crecerá a pleno sol, pero en climas más cálidos y más secos,  requiere un poco de sombra.
Los afidos, babosas y caracoles a veces se alimentan de las hojas. Los grupos son compactas desde hace muchos años y no es necesario dividirlos. Tienen raíces frágiles que se dañan fácilmente cuando se les molesta. Esquejes de la raíz se deben tomar en primavera.
Las semillas deben ser sembradas en fresco. La división se debe hacer en el otoño o la primavera.
El contacto con la planta puede causar irritación de la piel en algunas personas por la isoquinoleína -como alcaloide.
Varios cultivares han sido seleccionados. 'Alba' tiene flores blancas, y "Corazón de Oro", introducidas desde Hadspen Garden , Castle Cary, Somerset, Inglaterra, en 1997, tiene hojas amarillas.
La especie y la variedad 'Alba' han ganado el Premio al Mérito Garden de la Royal Horticultural Society.

## Taxonomía
Lamprocapnos spectabilis  fue descrito por (L.) Fukuhara y publicado en Plant Systematics and Evolution 206: 415. 1997.
Sinonimia
- Capnorchis spectabilis (L.) Borkh.
- Corydalis spectabilis Pers.
- Dicentra spectabilis (L.) Lem.
- Diclytra spectabilis (L.) DC.
- Dielytra spectabilis (L.) G.Don
- Dielytra spectabilis (L.) DC.
- Eucapnos spectabilis (L.) Siebold & Zucc.
- Fumaria spectabilis L.	basónimo
- Hedycapnos spectabilis Planch.[8][9]